# Calabarzon
Calabarzon è una regione delle Filippine, posta nella parte meridionale dell'isola di Luzon. Il suo nome ufficiale è Regione IV-A; il capoluogo regionale è la città di Calamba.
Il termine "Calabarzon" è un acronimo dei nomi delle varie provincie che ne fanno parte: Cavite,  Laguna, Batangas, Rizal e QueZon.

## Storia
Il 17 maggio 2002 la regione IV di Southern Tagalog è stata divisa per formare due nuove regioni distinte, la IV-A, Calabarzon, e la IV-B, Mimaropa.

## Geografia fisica
La regione è compresa tra Luzon Centrale e la Regione Capitale Nazionale a nord, e Bicol a sud. Solo la provincia di Quezon, la più grande, si affaccia sia sul mare delle Filippine ad est che sul mar Cinese Meridionale ad ovest. Batangas si affaccia solo su quest'ultimo, Cavite anche sulle acque interne del lago di Laguna de Bay, Rizal e Laguna solo sul suddetto lago.
Calabarzon è attraversata dalla catena montuosa della Sierra Madre e presenta numerosi vulcani, attivi e spenti. Nella provincia di Quezon, sul mare delle Filippine ci sono le isole maggiori di questa regione: le isole Alabat e le isole Polillo.

### Suddivisioni politiche
La regione si divide in 5 province e in 14 città componenti e 131 municipalità.

#### Province
- Batangas
- Cavite
- Laguna
- Quezon
- Rizal

#### Città
Città privilegiate:
- Lucena (Quezon) - Città altamente urbanizzata, HUC

Città componenti:
- Antipolo (Rizal)
- Batangas (Batangas)
- Biñan (Laguna)
- Calamba (Laguna)
- Cavite (Cavite)
- Dasmariñas (Cavite)
- Lipa (Batangas)
- San Pablo (Laguna)
- Santa Rosa (Laguna)
- Tagaytay (Cavite)
- Tayabas (Quezon)
- Tanauan (Batangas)
- Trece Martires (Cavite)

## Economia
La parte settentrionale della regione risente moltissimo dell'influenza della vicina area metropolitana di Manila con la quale contribuisce al mantenimento della maggiore e più avanzata area industriale delle Filippine.
Generalmente è molto sviluppata la pesca mentre nell'agricoltura sono in netta diminuzione la coltivazione di canna da zucchero e caffè, prodotti di cui questa zona era particolarmente ricca, mentre soprattutto Quezon è molto attiva nella produzione di noci di cocco e suoi derivati come l'olio di cocco e la copra.
In crescita anche il turismo legato alle bellezze naturali dell'interno, alle spiagge e agli appassionati di immersioni subacquee.